# Sierockie
Sierockie est un village de Pologne, situé dans la gmina de Biały Dunajec, dans le Powiat des Tatras, dans la Voïvodie de Petite-Pologne dans le Sud de la Pologne.